# 丹尼尔·吕德马克
丹尼尔·吕德马克（瑞典語：Daniel Rydmark，1970年2月23日—），瑞典男子冰球运动员。他曾代表瑞典参加1992年和1994年冬季奥林匹克运动会冰球比赛，其中1994年奥运会获得一枚金牌。